# 科米-彼尔米亚克自治区
科米-彼尔米亚克自治区（俄语：Ко́ми-Пермя́цкий автоно́мный о́круг）是俄羅斯聯邦主體中一個已不存在的自治區，屬彼爾姆州管轄。
科米-彼尔米亚克自治区於1925年2月26日建立，最初的名稱為科米-彼尔米亚克民族区。1938年彼爾姆州成立後，科米-彼尔米亚克民族区隸屬於該州。1977年，更名為科米-彼尔米亚克自治区。
2005年12月1日，科米-彼尔米亚克自治区與彼爾姆州被撤銷，併入新設立的彼爾姆邊疆區。現為彼爾姆邊疆區的科米-彼尔米亚克区。